# 江界站
江界站（：／ Kanggye yŏk */?）是朝鮮民主主義人民共和國慈江道江界市的一個鐵路車站，属于满浦线和江界线。

## 历史
- 1937年12月1日，开通使用[1][2]。

## 邻近车站
- 满浦线

公仁站 - 江界站 - 曲河站
- 江界线

江界站 - 新江界站